# Bahnhof Andelfingen
Der Bahnhof Andelfingen ist der Bahnhof von Andelfingen im Kanton Zürich und liegt an der Rheinfallbahn von Winterthur nach Schaffhausen. Die gesamten Hochbauten des Bahnhofs stehen unter Denkmalschutz, weil es sich um eine der ältesten erhaltenen Bahnhofsanlagen der Schweiz handelt.

## Geschichte

### Anfänge

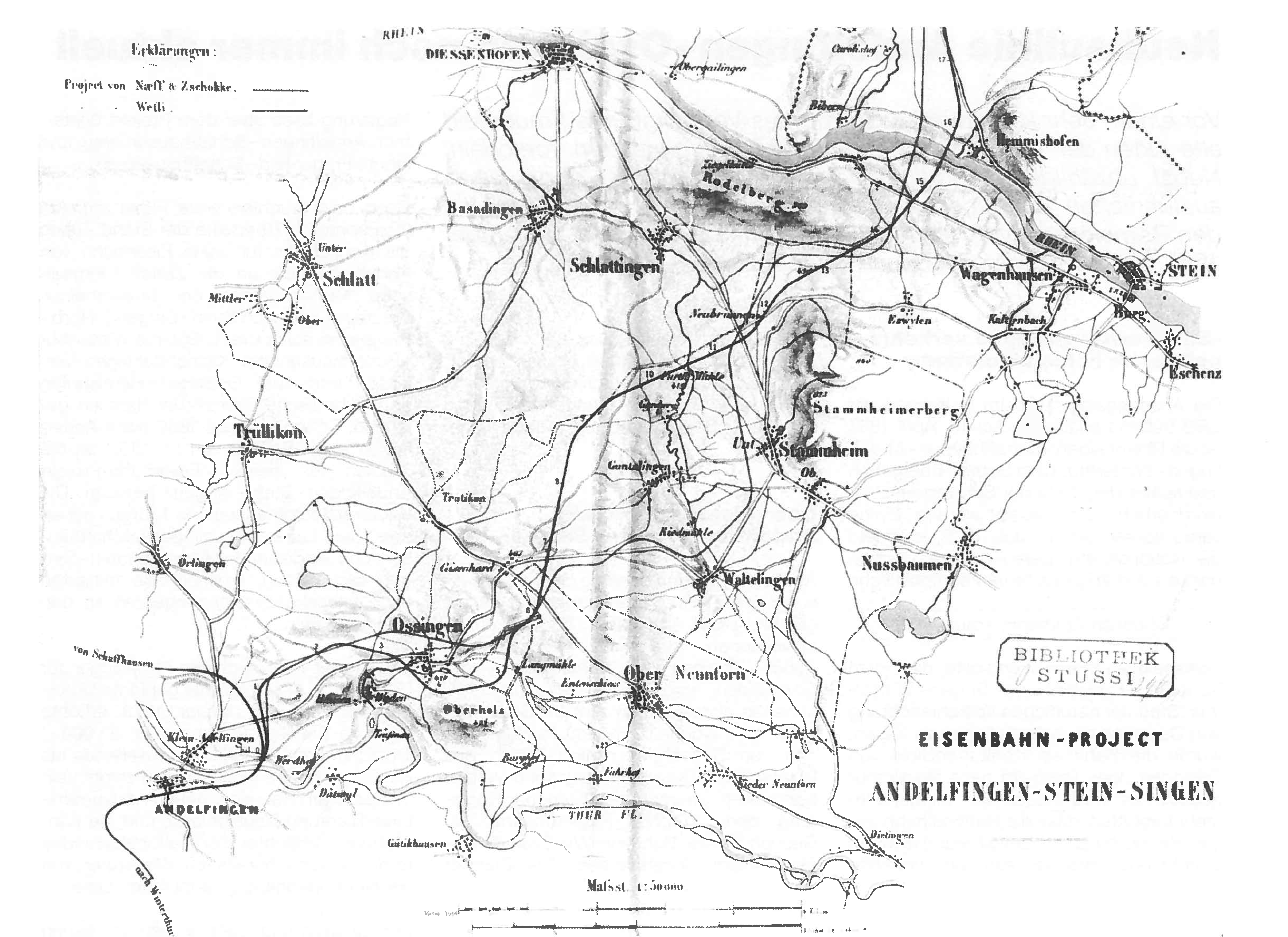
Projekt der Eisenbahnstrecke von Andelfingen nach Singen (ca. 1850)

Die Rheinfallbahn wurde 1856 von der Schweizerischen Nordostbahn (NOB) übernommen, bevor sie am 16. April 1857 eröffnet wurde. Der Bahnhof Andelfingen war damals noch ein Provisorium etwa 200 m westlich des heutigen Bahnhofs, der erst 1870 errichtet wurde. Er wäre beinahe zum Abzweigbahnhof erweitert worden, aber das Projekt einer Bahnstrecke von Andelfingen über Ossingen, Stein am Rhein nach Singen wurde nicht umgesetzt. Im Februar 1870 erteilte der Kanton Zürich bis zur Grenze zum Kanton Thurgau eine Konzession für diese Strecke, der Bau wurde aber nicht begonnen, weil einerseits die NOB kein Interesse an einer zweiten Strecke nach Deutschland hatte und anderseits die Schweizerische Nationalbahn (SNB) mit der Bahnstrecke Winterthur–Etzwilen bereits ab Winterthur eine eigene Streckenführung wollte.

### Ab dem Zweiten Weltkrieg

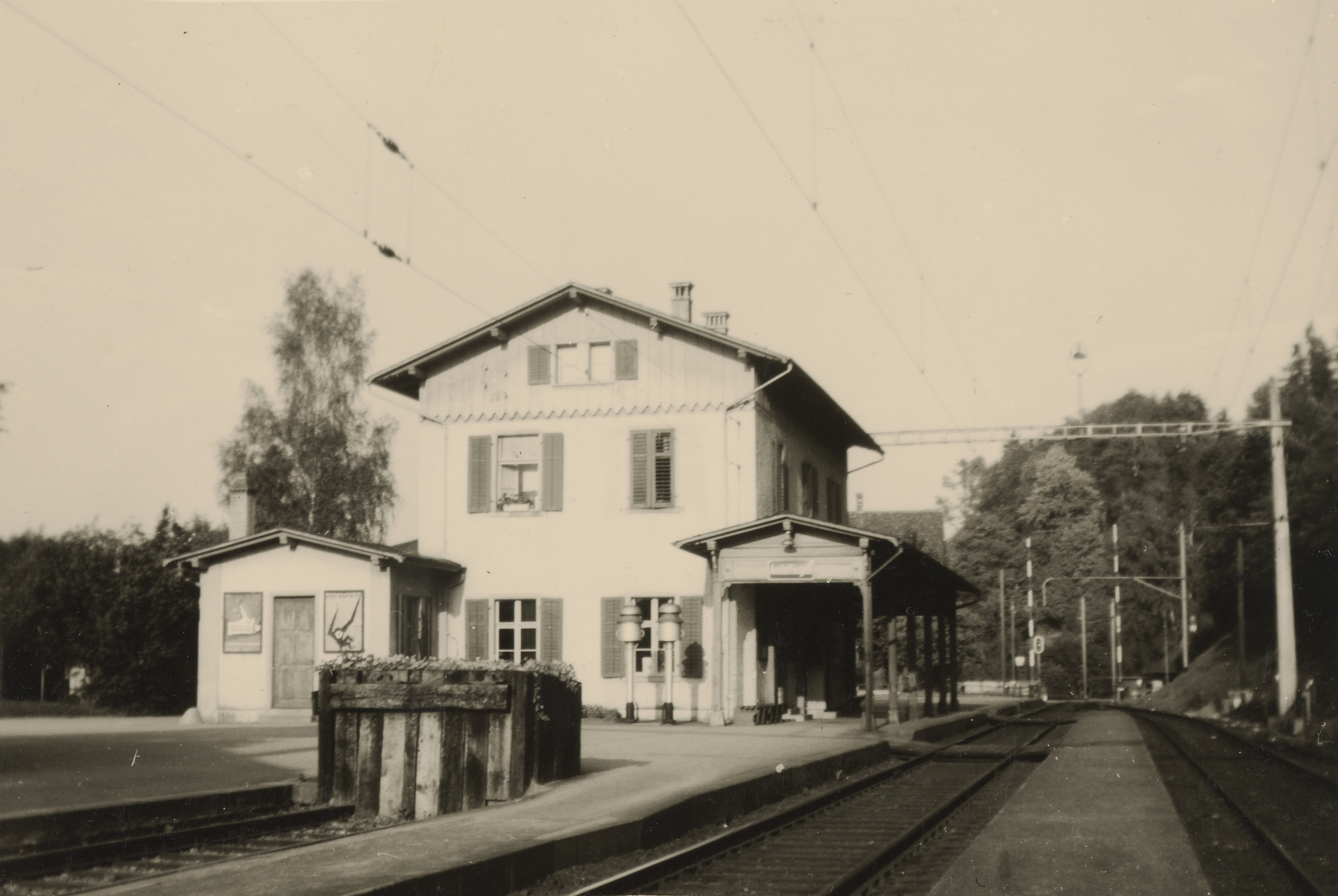
Bahnhof Andelfingen (undatiert)

Am 10. April 1943 wurde der elektrische Betrieb auf der Rheinfallbahn aufgenommen, wobei für die Fahrleitung Betonmasten verwendet wurden und die Nebengleise aufgrund von Materialmangel mit eisernen statt kupfernen Fahrdrähten überspannt wurden. Die mechanischen Formsignale wurden durch Lichtsignale ersetzt und Anfangs der 1950er-Jahre ein elektromechanische Integra-Schalterstellwerk in Betrieb genommen. Im Mai 1959 wurde der Milchtransport mit der Bahn eingestellt, stattdessen wurden die Kannen mit offenen Anhängerzügen eines Transportunternehmens nach Zürich gebracht.
Nach dem Zweiten Weltkrieg wurde die Idee einer direkten Verbindung von Andelfingen nach Ossingen wieder aufgenommen. Im Zusammenhang mit den Neubau eines Bezirksspitals bat der Gemeinderat von Andelfingen im Juli 1948 die SBB, den Bau dieser Strecke zu untersuchen. Sie hätte die Ortschaften im Osten des Bezirks Andelfingen besser mit Andelfingen verbunden, weiter wäre eine Verbindung zwischen der Rheinfallbahn und dem nördlichen Teil der ehemaligen SNB-Strecke geschaffen worden. Indem die Züge in Richtung Etzwilen über Andelfingen geführt worden wären, hätte der Abschnitt Thalheim–Ossingen mit der wartungsintensiven Thurbrücke aufgehoben werden können. Der Südteil der SNB-Strecke von Winterthur bis Thalheim wäre zur Stichbahn geworden. Der Vorschlag wurde nach gründlicher Untersuchung von der SBB vor allem aus betrieblichen Gründen abgelehnt. Das Zusammenführen der Züge in Richtung Etzwilen und Schaffhausen auf dem Abschnitt Winterthur–Andelfingen hätte die Einspurstrecke sehr stark ausgelastet. Das Reststück der SNB von Winterthur nach Thalheim hätte kaum rentabel betrieben werden können.

### Ab den 1990er-Jahren

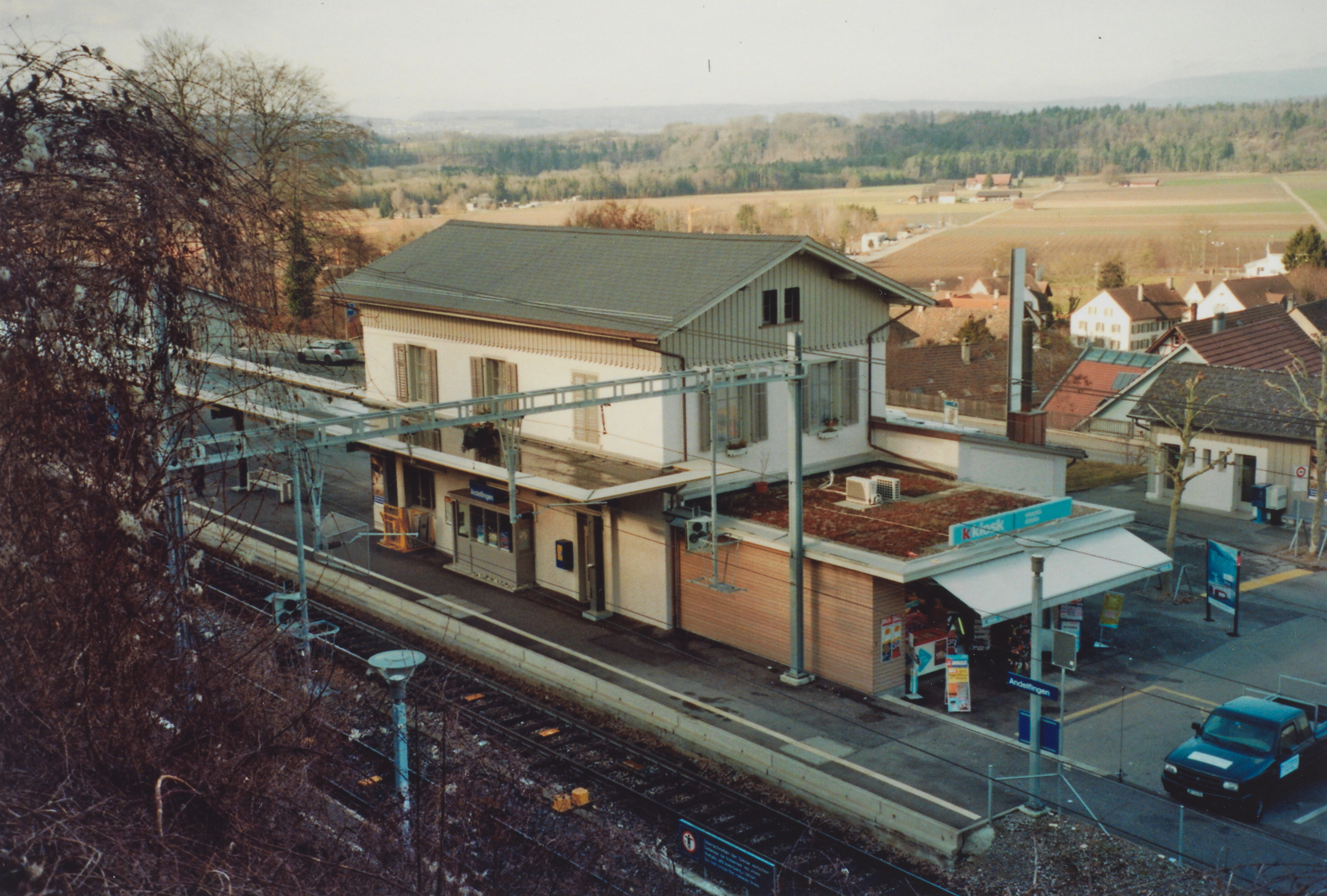
Stationsgebäude, Bahnseite (2008)

1997 wurde der Bahnhof für den Güterverkehr geschlossen. Er war lange Zeit Standort einer Rangierlok gewesen, die auch Henggart und Hettlingen bedient hatte. Zuerst war dies ein Te I, ab den 1990er-Jahren ein Tem II.
Von April bis Dezember 2004 fand ein grösserer Umbau des Bahnhofs statt. Der westlich des Bahnhofs gelegene Niveauübergang Altweg wurde aufgehoben und durch eine Personenunterführung ersetzt. Des Weiteren wurden die Laderampe beim Güterschuppen abgebrochen, der Hausperron verlängert und ein zusätzlicher Aussenperron gebaut. Zudem wurde das Gleis 2 über den Niveauübergang der Alten Landstrasse hinaus nach Osten verlängert. Der Umbau kostete 10,8 Mio. Franken. Gleichzeitig wurden die Sicherungsanlagen erneuert. Der Bahnhof wurde an das elektronische Stellwerk vom Typ Alcatel Elektra 2 in Henggart angeschlossen, das von Winterthur ferngesteuert wurde, womit das elektromechanische Stellwerk aus den 1950er-Jahren entfernt werden konnte. Andelfingen war einer der ersten Bahnhöfe, bei denen EuroSignum-Balisen eingesetzt wurden, wodurch die klassischen Gleismagnete von Integra-Signum überflüssig wurden. Die klassischen Lichtsignale vom Typ L wurden durch solche vom Typ N ersetzt. Andelfingen wurde zum einzigen Bahnhof mit geöffnetem Billetschalter der ganzen Rheinfallbahn, alle anderen Bahnhöfe sind nicht mehr bedient.
Ab Dezember 2006 verkehrte stündlich die S16 von Thayngen via Schaffhausen–Winterthur–Zürich Flughafen–Zürich HB nach Herrliberg-Feldmeilen. Weil die anfänglich eingesetzten Dreifach-Kompositionen von RABDe 12/12 Mirage für die Perrons zu lang waren, mussten diese mit Holzprovisorien verlängert werden, bis diese Triebzüge nach zwei Jahren durch neuere Fahrzeuge ersetzt wurden.
2009 wurde das aus den 1970er-Jahren stammende Stumpfgleis entfernt – eines der letzten Abstellgleise entlang der Rheinfallbahn.

## Anlagen

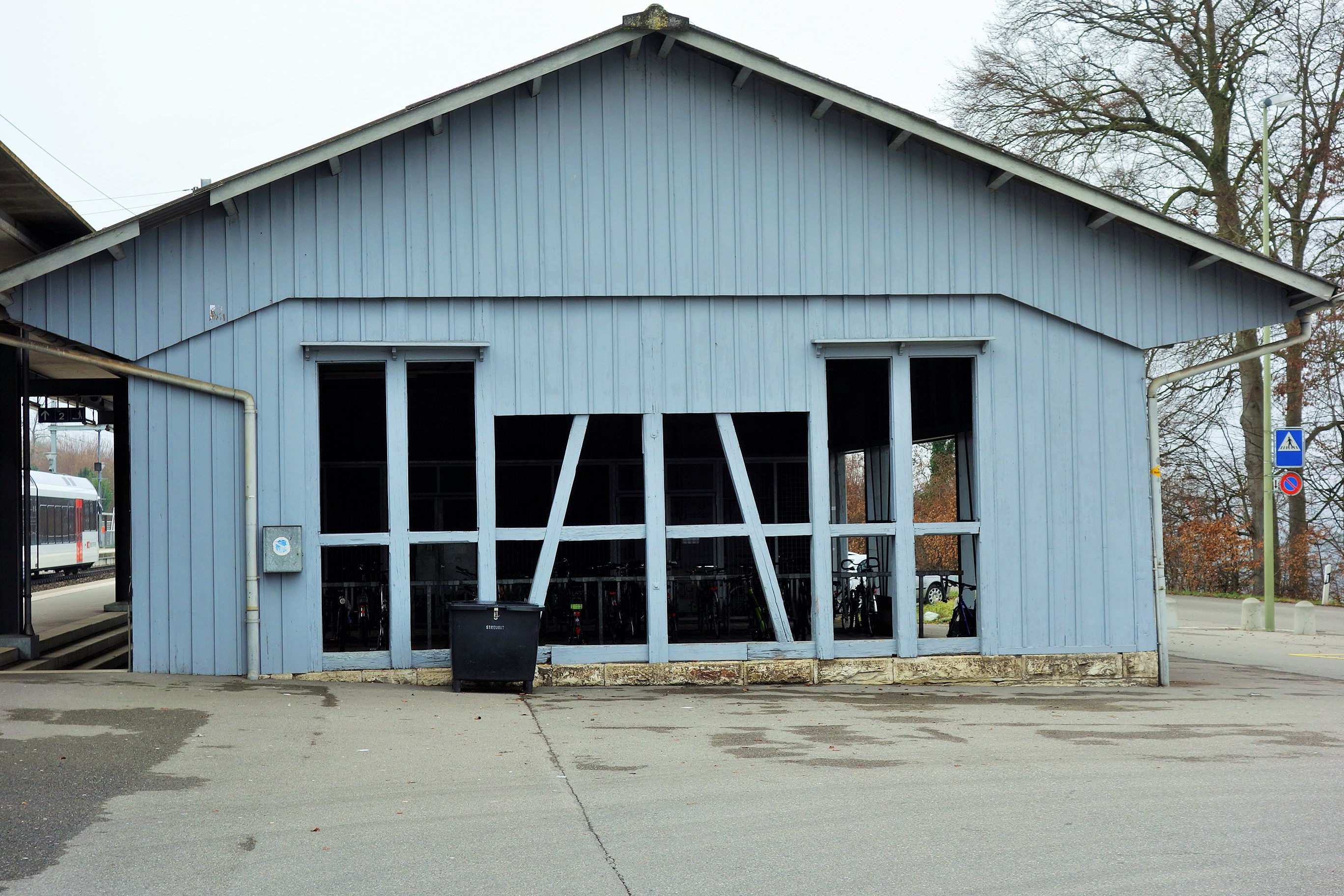
Güterschuppen von 1870, der als Fahrradeinstellhalle genutzt wird

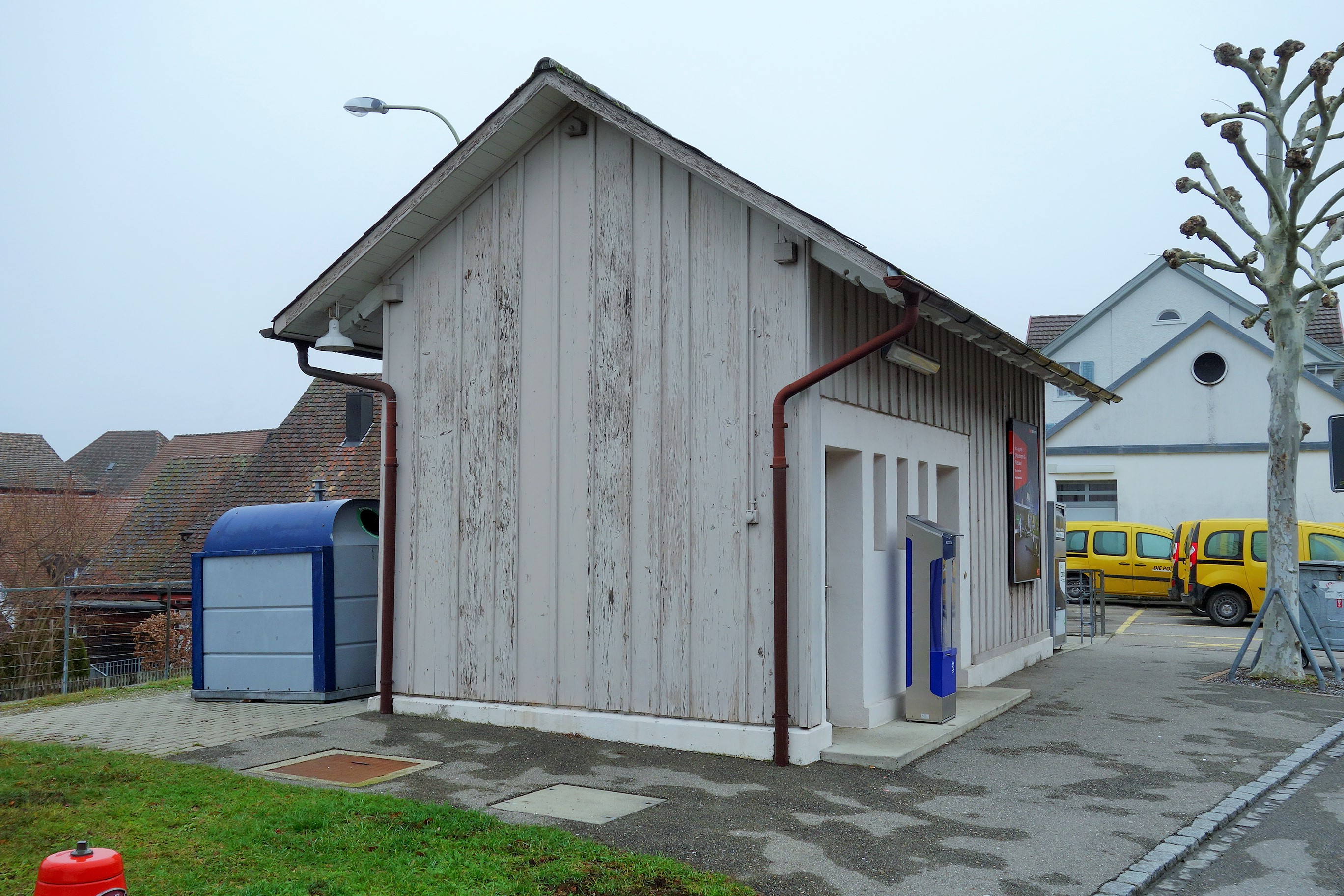
Bahnhof-WC von 1870

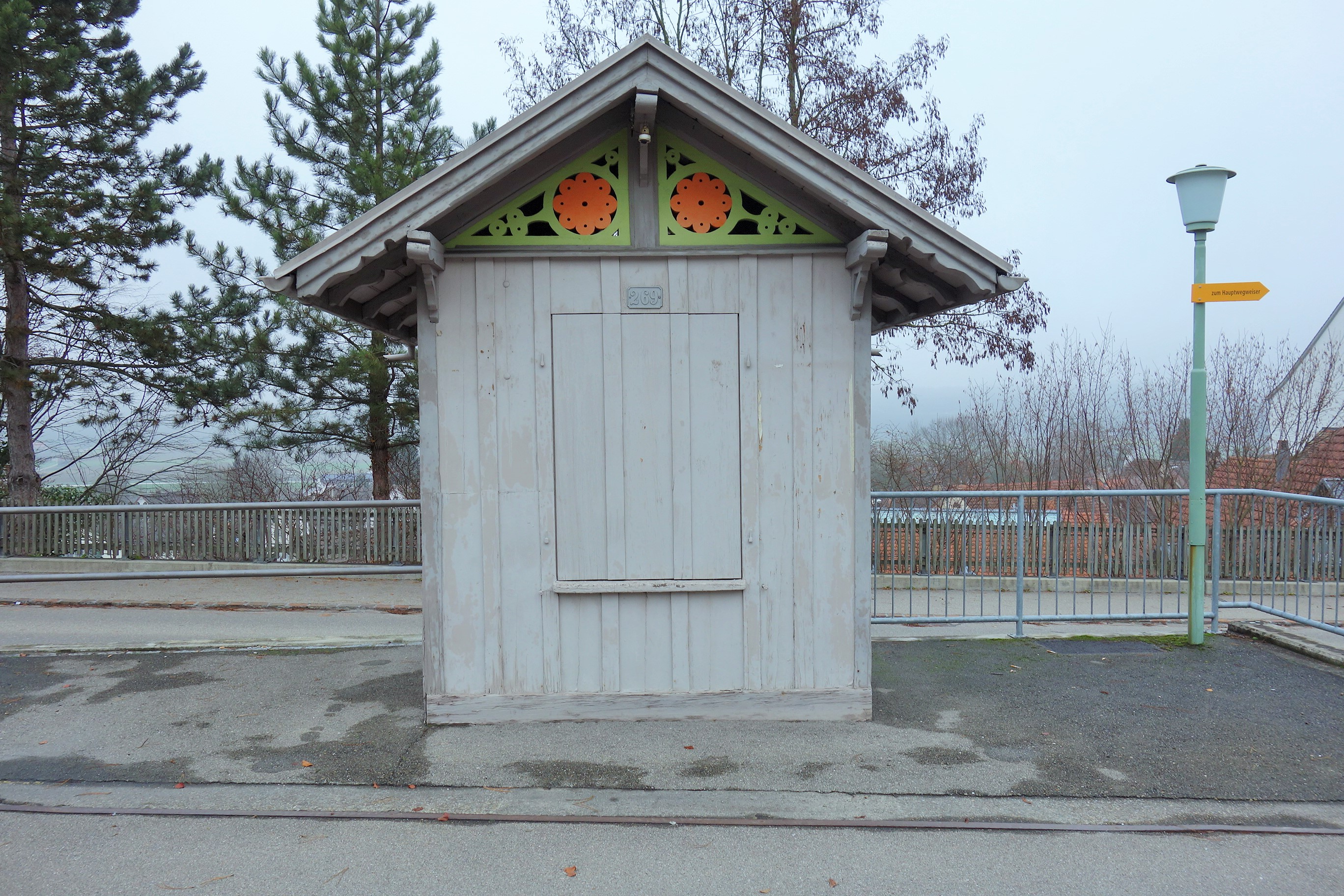
Waaghäuschen von 1902

Das Aufnahmegebäude des Bahnhofs Andelfingen ist eine frühe Ausführung der Normalbauart der NOB, wie sie an vielen Orten entlang der Strecken der Bahngesellschaft gebaut wurde. Unter einem Satteldach befinden sich zwei Stockwerke, die auf der Längsseite drei Fensterachsen, auf der Breitseite, deren zwei aufweisen. Auf der Seite des Bahnhofvorplatzes steht vor dem Hauptgebäude ein eingeschossiger Pavillon mit der Perronkante für die Postautolinien.
Abgesetzt vom Empfangsgebäude steht der Güterschuppen, der als Fahrrad-Einstellhalle dient, sowie das Häuschen der Waage, das von 1902 stammt. Ebenfalls frei stehend ist das WC-Gebäude. Diese Ausführung war üblich, um Geruchsbelästigungen zu vermeiden, denn in den Anfängen hatten die WC-Anlage noch keinen Anschluss an die Kanalisation, sondern wurden mit Jauchengruben betrieben, die von Zeit zu Zeit geleert werden mussten.
Andelfingen dient mit zwei Bahnhofsgleisen als Kreuzungsstation an der Rheinfallbahn. Eine weitere Kreuzungsmöglichkeit wurde 1997 nördlich von Andelfingen geschaffen, wo ab dem Bahnhof Marthalen in Richtung Andelfingen ein 1800 m langer Doppelspurabschnitt angelegt wurde. Die Züge sind über den Hausbahnsteig und einen Aussenbahnsteig zugänglich. Beide Bahnsteige sind 225 m lang und haben eine 55 cm hohe Perronkante. Der Aussenbahnsteig ist mittels Unterführungen an der West- und an der Ostseite mit dem Hausbahnsteig verbunden, womit der Zugang zum Aussenbahnsteig auch möglich ist, wenn die Schranke über die Alte Landstrasse an der Ostseite des Bahnhofs geschlossen ist.

## Betrieb
Der Bahnhof wird von den Schweizerischen Bundesbahnen (SBB) betrieben und durch folgende S-Bahn-Linien bedient:
- S 12  Brugg – Altstetten – Zürich HB – Stadelhofen – Winterthur – Schaffhausen
- S 24  Thayngen – Schaffhausen – Winterthur – Zürich Flughafen – Zürich HB – Thalwil – Horgen Oberdorf – Zug
- S 33 Winterthur – Schaffhausen
- SN3 Winterthur – Schaffhausen (– Stein am Rhein) (verkehrt nur in den Wochenendnächten)

Der Bahnhof wird von den folgenden Postautolinien bedient:
- 605 Andelfingen–Ossingen–Oberstammheim
- 612 Andelfingen–Gütighausen–Dinhard–Seuzach
- 677 Andelfingen–Flaach–Hettlingen
- N63 Nachtlinie Andelfingen–Rheinau
- N69 Nachtlinie Schaffhausen–Andelfingen–Oberstammheim

## Denkmalschutz
Die Hochbauten der Bahnhof stehen unter Denkmalschutz. Es sind dies das Aufnahmegebäude, der Güterschuppen, das WC-Gebäude, alle 1857 erbaut, und das Waaghäuschen von 1902. Die gesamte Anlage wird in dem 1921 revidierten Schweizerisches Inventar der Kulturgüter von nationaler und regionaler Bedeutung unter der KGS-Nr. 7387 geführt und gilt als Objekt regionaler Bedeutung. Im Inventar des Kanton Zürich trägt jedes Objekt eine eigene Nummer: das Aufnahmegebäude die Nummer 03000268, der Güterschuppen die 03000266, das WC-Gebäude die 03000267 und das Waaghäuschen die 03000269.